# 예지 루지츠키
예지 비톨트 루지츠키(폴란드어: Jerzy Witold Różycki, 1909년 7월 24일 ~ 1942년 1월 9일)는 폴란드의 수학자이자 암호학자로, 제2차 세계 대전 이전과 전쟁 중에 독일의 에니그마 기계 암호를 해독하는 일을 했다.

## 생애
루지츠키는 현재의 우크라이나에서 약사이자 상트페테르부르크 대학교를 졸업한 지그문트 루지츠키와 베니타의 완다 사이에서 넷째이자 막내로 태어났다. 그는 1918년에 그의 가족과 함께 폴란드로 이주하기 전에 키이우에 있는 폴란드 학교에 다녔다. 1926년 그는 폴란드의 동쪽 부크강에 있는 비슈코프에서 중등학교를 마쳤다.
루지츠키는 1927년부터 1932년까지 폴란드 서부의 포즈난 대학교 수학 연구소에서 수학을 공부하고 1932년 2월 19일에 석사 학위를 받고 졸업했다. 그는 후에 1937년 12월 13일에 포즈난 대학교에서 지리학 석사 학위를 두 번째로 취득했다.
1929년, 독일어에 능통한 루지츠키는 바르샤바에 본부를 둔 폴란드 총참모부 암호국이 인근 군사 시설에서 조직한 비밀 암호학 과정에 참석하라는 초청을 받은 20여 명의 포즈난 대학교 수학과 학생 중 한 명이었다.
1932년 9월부터 1937년까지 바르샤바의 작센 궁전에 있는 폴란드 총참모부 암호국에서 민간 암호학자로 일했다. 그는 그곳에서 동료 포즈난 대학교 수학과 졸업생인 마리안 레예프스키, 헨리크 지갈스키와 함께 일했다.
1932년 12월 레예프스키가 독일군 에니그마 기계를 재건한 후, 루지츠키와 지갈스키도 에니그마 복호화를 지능의 원천으로 활용하기 위한 방법과 장비를 계속 개발하는 데 힘썼다. 루지츠키는 때때로 기계의 회전자 중 어떤 것이 맨 오른쪽에 있는지, 즉 회전자가 항상 키를 누를 때마다 회전하는 위치에 있는지를 결정할 수 있는 "시계" 방법을 개발했다.

### 사망
1942년 1월 9일, 루지츠키는 알제 외곽에 위치한 샤토 쿠바에 위치한 카딕스 지부에서 잠시 근무하고 비시 프랑스 위제스 근처의 카딕스 센터로 돌아오던 중 지중해에서 사망했다. 그의 여객선 SS 라모리에르는 발레아레스 제도 근처의 불분명한 상황에서 침몰했다. 이 참사의 동료 희생자들 중에는 전쟁 전 폴란드 암호국 러시아 부서의 피오트르 스몰렌스키와 얀 그랄린스키 선장, 그리고 세 명의 폴란드인들과 동행한 프랑스 장교 프랑수아 레인 선장이 포함되어 있다.
루지츠키는 폴란드 크라쿠프의 성 베드로와 바울 교회에 있는 판테온 국립 판테온에 세노탑(상징적 무덤)을 가지고 있다.

## 같이 보기
- 에니그마 기계
- 암호학자 목록
- 마리안 레예프스키